# بی‌ساید (کویینز)
بی‌ساید (به انگلیسی: Bayside) یک منطقهٔ مسکونی در ایالات متحده آمریکا است که در کویینز واقع شده‌است. بی‌ساید محله‌ای در منطقه کویینز شهر نیویورک است. این محله از شمال غربی به وایت استون، از شمال شرقی به خلیج لانگ آیلند ساوند و خلیج لیتل نک، از شرق به داگلاستون، از جنوب به باغ‌های اوکلند و از غرب با فرش میدوز محدود می‌شود. سی‌ان‌ان بازار مانی، بی‌ساید را به‌عنوان یکی از گران‌ترین بازارهای مسکن در سطح ملی هنگام تجزیه و تحلیل خانه‌های مستقل در سراسر ایالات متحده رتبه‌بندی کرد. علیرغم انبارهای بزرگ و خانه‌های مستقل، در سطح ملی از نظر تراکم جمعیت در رتبه بالایی قرار دارد. بی‌ساید ۴۳٬۳۷۱ نفر جمعیت دارد.